# Commissie tot Bescherming van de Maatschappij
De Commissie tot Bescherming van de Maatschappij (CBM), was een administratief rechtscollege in België dat in het leven was geroepen door de wet van 9 april 1930 betreffende de bescherming van de maatschappij tegen abnormalen, gewoontemisdadigers en plegers van bepaalde seksuele strafbare feiten (WBM). Sinds 1 oktober 2016 werden de taken van de Commissie, in een enigszins veranderde samenstelling, overgenomen door de Kamer voor de Bescherming van de Maatschappij (KBM).

## Geschiedenis
In de loop van de negentiende eeuw werden kritieken geformuleerd op het bestaande individuele cellulaire gevangenisregime dat was ingevoerd door Edouard Ducpétiaux. Adolphe Prins, zijn voornaamste criticus, leidde aan de hand van het aantal gevonniste zaken voor de correctionele en politierechtbanken af dat de criminaliteit in België was toegenomen. Deze statistieken vormden voor Prins het bewijs dat individuele opsluiting niet de juiste manier was om gevangenen moreel bij te spijkeren. Prins concentreerde zijn kritiek vooral op de ondoelmatigheid van de straffen voor "bijzondere" categorieën veroordeelden (bv. recidivisten of zedendelinquenten).
Deze kritiek paste in een nieuwe visie op de delinquent. De klassieke school legde de nadruk op de individuele verantwoordelijkheid van als basis voor het strafrecht. Zowel vanuit de antropologie als vanuit de sociologie kwamen echter steeds meer geluiden die erop wezen dat deze stellingname onhoudbaar was. Dit sociaal verweer-denken verschoof de nadruk van individuele verantwoordelijkheid naar sociale gevaarlijkheid. Het sociaal verweer moet gezien worden als een totaalproject ter bescherming van de samenleving en gaat in zijn interpretaties dus verder dan het klassieke strafrecht. Persoonlijke kenmerken van de dader moesten primeren op de aard van het gepleegde misdrijf.
Deze brede tendensen vormden de voedingsbodem voor het ontstaan van de CBM's. Vanaf 1923 werd in het parlement hevig gedebatteerd over een mogelijke "Wet op het sociaal verweer". Na langdurig beraad en na vele aanpassingen werd de "Wet tot bescherming der maatschappij tegen abnormalen en gewoonte-misdadigers" goedgekeurd. Hoofdstuk III van deze wet voorzag in de oprichting van een begeleidende commissie bij de psychiatrische afdelingen van de strafinrichtingen. Deze maatregel introduceerde de mogelijkheid tot internering aan het strafrechtelijk instrumentarium. Internering impliceert dat er zowel sprake moet zijn van een strafbaar feit als van mentale of psychische problemen of stoornissen.
De Commissies tot bescherming van de maatschappij werden op 1 oktober 2016, door de inwerkingtreding van de Wet van 5 mei 2014 betreffende de internering, opgeheven. Voortaan is de Kamer voor de bescherming van de maatschappij, een aparte kamer binnen de strafuitvoeringsrechtbank, bevoegd voor de opvolging van geïnterneerden.

## Taken
Overeenkomstig artikel 1 van de richtlijnen voor de werking van de commissie en van de hoge commissie tot bescherming van de maatschappij, had de CBM de volgende taken:
- De inrichting aan te wijzen waarin de verdachten zullen worden geïnterneerd die onder de toepassing vallen van hoofdstuk II van de wet van 1 juli 1964
- Eventueel te beslissen over hun overbrenging naar een andere inrichting
- Hun plaatsing onder een stelsel van beperkte vrijheid toe te staan
- Te beslissen over invrijheidstelling op proef of definitieve vrijstelling
- De Minister van Justitie van advies te dienen over de internering van de veroordeelden bedoeld bij artikel 21 van de wet en te beslissen over de uitvoeringswijze van de ministeriële interneringsbeschikking;
- In voorkomend geval voorzieningen te treffen om de geïnterneerde van een voorlopige bewindvoerder te voorzien.

In functie van de kwalificatie van een delict kon de commissie op basis van de wet van 9 april overgaan tot een internering met een termijn van 5, 10 of 15 jaar. Met de herziening van de wet van 1 juli 1964 werd de internering vanzelfsprekend van onbepaalde duur.

## Organisatie
Ter uitvoering van de wet van 9 april 1930 werden CBM's opgericht bij de psychiatrische afdelingen van de gevangenissen. Er waren in totaal acht CMB's actief:
- Antwerpen
- Gent
- Leuven-Hulp
- Vorst
- Jamioulx
- Lantin
- Bergen
- Namen

Een CBM bestond uit een magistraat (actief of op rust), aangeduid door de eerste voorzitter van het Hof van Beroep van het desbetreffende ressort; een lid van de balie, gekozen door de minister van Justitie op voordracht van de procureur des Konings en van de stafhouder van de Balie; en een geneesheer bij de psychiatrische afdeling, die wordt aangeduid door de minister van Justitie. Ieder van hen heeft een plaatsvervanger. Een ambtenaar nam de functie van secretaris waar. De commissie werd bijeengeroepen door haar voorzitter of door diens plaatsvervanger en houdt zitting in een lokaal van de gevangenis waaraan ze verbonden is.
De "Wet tot bescherming van de maatschappij tegen abnormalen en de gewoontemisdadigers" van 1 juli 1964 bracht enkele vernieuwingen in de organisatiestructuur. De leden van de CBM werden vanaf 1964 wel benoemd voor een periode van 3 jaar. Vanaf 1964 kon de geïnterneerde of de procureur des Konings tegen beslissingen van de CBM in beroep gaan bij de Hoge Commissie tot Bescherming van de Maatschappij. Deze Hoge CBM was op haar beurt samengesteld uit een werkend of eremagistraat van het Hof van Cassatie of van het Hof van Beroep, tevens voorzitter; een advocaat en de geneesheer-directeur van de desbetreffende antropologische dienst. Bovendien werd minstens één magistraat van het parket-generaal aan deze commissie toegevoegd. De leden van de hoge commissie werden benoemd voor een periode van zes jaar. Het secretariaat werd waargenomen door ambtenaren van het ministerie van Justitie.

## Archief
- Archief van de CBM Antwerpen (1930-1973)
- Archief van de CBM Gent (1933-1969)
- Archief van de CBM Leuven (1921-1982)